# Dialekty zachodniodolnoniemieckie
Dialekty zachodniodolnoniemieckie – zachodni wariant języka dolnoniemieckiego. Wywodzą się z języka starosaksońskiego (starosaskiego). Kod ISO 639-2 nds (tak jak i dolnoniemiecki). Dialekty te dały początek nowszym dialektom zwanym dialektami wschodniodolnoniemieckimi i wraz z nimi tworzą język dolnoniemiecki. Stąd też tę odmianę języka niemieckiego często określa się jako właściwą dolnosaksońską (Nedersaksisch). 

## Charakterystyka

### Klasyfikacja i status
Grupa etnolektów dolnoniemieckich (czyli także i język dolnosaksoński) jest często klasyfikowana jako dialekty języka niemieckiego, głównie dlatego, że na terenach północnych Niemiec występuje dyglosja – w mowie używany jest dialekt dolnoniemiecki i język niemiecki, natomiast w piśmie niemal wyłącznie język niemiecki. Sytuacja ta ulega zmianie od 1994 roku, gdyż od tej pory język ten jest chroniony przez Unię Europejską. W niektórych landach istnieje nawet ustawodawstwo chroniące dolnosaksoński przed dyskryminacją, urzędnicy są zobowiązani, aby na pisma petentów w języku dolnosaksońskim odpowiadać również po dolnosaksońsku. Używany jest on na terenie landów Dolna Saksonia, Szlezwik-Holsztyn, Brema, Hamburg, Nadrenia Północna-Westfalia i zachodniej części landu Saksonia-Anhalt. Język ten używany jest również w Holandii (prowincje Groningen, Overijssel i Drenthe). Teksty w tym języku zapisywane są według dwóch różnych ortografii – niemieckiej i holenderskiej. Dostarcza to jednak problemów jego użytkownikom, gdyż nieznajomość fonetyki języka bazowego tworzy sztuczną barierę w komunikacji pisemnej, mimo iż mówiony język dolnosaksoński w obu krajach jest niemal identyczny.
W średniowieczu odmiana języka dolnosaksońskiego z miasta Lubeka służyła jako lingua franca Hanzy i zyskała duże znaczenie w rejonie Morza Bałtyckiego i Norwegii. W miastach hanzeatyckich dolnosaksoński był także językiem, w którym zapisywano dokumenty dyplomatyczne i sądownicze.

### Formowanie odmian wschodnich
Wschodnie dialekty dolnoniemieckie wywodzą się z gwar zachodnich (właściwych dolnosaskich). Język dolnosaksoński w wyniku ekspansji drastycznie zwiększył swój obszar najpierw do całych północnych Niemiec, a później także i północnej Polski. To wszystko spowodowało wymarcie najpierw dialektów połabskich, a potem wszystkich słowiańskich gwar pomorskich (z wyjątkiem kaszubszczyzny i gwary słowińskiej) i języka pruskiego. W ten sposób powstały dialekty: meklemburski, przedniopomorski (i inne germańskie gwary pomorskie), północnomarchijski i dolnopruski.

## Podział

### Niemcy
- dialekt północnodolnosaksoński
  - gwara wschodniofryzyjska
  - gwara szlezwicka
  - gwara holsztyńska
- dialekt westfalski
- dialekt ostfalski

### Holandia
- dialekt Gronings
- dialekt Kollumerlands
- dialekt Stellingwerfs
- dialekt Zuid-Drents
- dialekt Midden-Drents
- dialekt Twents
- dialekt Twents-Graafschaps
- dialekt Gelders-Overijssels
- dialekt Veluws